# والتر هووبر
والتر هووبر (بالإنجليزية: Walter Hooper)‏ هو كاتب سير وكاتب أمريكي، ولد في 27 مارس 1931 في ريدسفيل في الولايات المتحدة.

## وصلات خارجية
- والتر هووبر على موقع ديسكوغز (الإنجليزية)